# Ivar Eidefjäll
Ivar Eidefjäll (* 18. Oktober 1921; † 23. Mai 2011) war ein schwedischer Fußballspieler. Der Offensivspieler, der 1949 in der schwedischen Nationalmannschaft debütierte, spielte in seinem Heimatland und als Profi in Italien. In der Serie A bestritt er 127 Spiele, in denen er 13 Tore erzielte.

## Werdegang
Eidefjäll begann mit dem Fußballspielen beim Jönköpings BK, den er im Alter von 15 Jahren in Richtung Jönköpings Södra IF verließ. Beim seinerzeitigen Fünftligisten debütierte er im folgenden Jahr in der Wettbewerbsmannschaft. Schnell erspielte er sich einen Stammplatz und stieg bis 1943 mit der Mannschaft in die zweite Liga auf. Auch hier setzte sich die Mannschaft schnell im vorderen Tabellenbereich fest und blieb in der Spielzeit 1944/45 in allen 18 Saisonspielen ohne Punktverlust. In der Allsvenskan war sie jedoch chancenlos und stieg direkt wieder ab. Es folgte der direkte Wiederaufstieg, bei dem Eidefjäll in der Aufstiegsrunde auch als Torschütze glänzte. Dieses Mal etablierte er sich mit der Mannschaft in der Liga. In der Spielzeit 1949/50 gelang ihm der endgültige Durchbruch, der mit einem Länderspieleinsatz gegen Norwegen im November 1949 gekrönt wurde. Am Ende der Spielzeit, in der er mit elf Toren zum Erreichen des zweiten Tabellenplatzes – der im Saisonverlauf ohne Niederlage gebliebene Meister Malmö FF hatte 17 Punkte Vorsprung – beigetragen hatte, verließ er sein Heimatland.
Wie viele seiner Landsleute wechselte Eidefjäll nach Italien, um als Profi sein Geld mit dem Fußballspielen zu verdienen. Mit seinem Wechsel zum Zweitligisten AC Legnano wurde er der erste professionelle Fußballspieler aus der schwedischen Provinz Småland. Dort erzielte er in seiner ersten Spielzeit 16 Saisontoren und war damit entscheidend am Aufstieg des lombardischen Vereins in die Serie A beteiligt. Anschließend verstärkte sich der Klub mit seinem Landsmann Karl-Erik Palmér. Nach einer Saison in der Serie A, die der Klub abgeschlagen auf dem letzten Rang beendete, gelang der Mannschaft der direkte Wiederaufstieg in die Serie A. Nach dem erneuten Wiederabstieg 1954 wechselte er nach 129 Spielen und 28 Toren für den AC Legnano innerhalb der Serie A zu Novara Calcio. Zwei Jahre später stieg er auch mit seinem neuen Klub in die Serie B ab. Hier bestritt er noch eine weitere Spielzeit, ehe er nach 91 Spielen und acht Toren nach Schweden zurückkehrte. Für Jönköpings Södra IF spielte er eine letzte Saison in der zweiten Liga. Nach 21 Spielen und vier Toren beendete er Ende 1958 seine höherklassige aktive Laufbahn.
Später war Eidefjäll Spielertrainer beim Drittligisten Gnosjö IF, ehe er noch einmal für seinen Heimatverein Jönköpings BK aktiv wurde.